# 동양전람
동양전람은 1994년에 설립된 박람회 기획사이다. 설립 이듬해부터 각종 박람회를 주최하였다. 최근에 주최한 박람회는 제21회 MBC 웨딩페어이다.